# Stanisław Jerzy Lec
Stanisław Jerzy Lec (Lavov, 6. ožujka 1909. – Varšava, 7. svibnja 1966.) poljski književnik

## Životopis
Pravoga prezimena de Tusch-Letz, Lec dolazi iz ugledne židovske obitelji plemićkoga naslova. Studirao je polonistiku i pravo u Lavovu, bio je suradnik ljevičarskih časopisa i feljtonist. Knjižice aforizama Nepočešljane misli objavljene 1959. i Nove nepočešljane misli iz 1964. donijele su mu slavu jednog od najvećih svjetskih aforista.

## Citati
- "Je li ljudožder napredniji ako jede vilicom i nožem?" (Nepočešljane misli)

## Djela
- Zoo (1935.)
- Šetnja cinika (Spacer cynika, 1946.)
- Život je pošalica (Życie jest fraszka, 1948.)
- Nepočešljane misli (Myśli nieuczesane, 1959.)
- Nove nepočešljane misli (Myśli nieuczesane nowe, 1964.)